# Close to You (album của The Carpenters)
Close to You là album phòng thu thứ hai của bộ đôi nghệ sĩ người Mỹ The Carpenters. Album được A&M Records phát hành vào ngày 19 tháng 8 năm 1970. Vào năm 2012, tạp chí Rolling Stone xếp Close to You ở vị trí thứ 175 trong Danh sách 500 album vĩ đại nhất mọi thời đại. Album sản sinh ra hai đĩa đơn hit gồm "(They Long to Be) Close to You" và "We've Only Just Begun". Trong đó, "(They Long to Be) Close to You" là ca khúc đã giúp The Carpenters nổi tiếng trên toàn cầu trong suốt thập niên 1970. Close to You giành được vị trí quán quân trên bảng xếp hạng Canadian Albums Chart và đạt đến vị trí á quân trên bảng xếp hạng Billboard 200 của Hoa Kỳ. Ngoài ra, album cũng đạt được thành công thương mại tại Anh Quốc khi trải qua 76 tuần nằm trong top 50 của bảng xếp hạng UK Albums Chart trong nửa đầu thập niên 1970.

## Đánh giá chuyên môn
| Đánh giá chuyên môn           | Đánh giá chuyên môn |
| Nguồn đánh giá                | Nguồn đánh giá      |
| Nguồn                         | Đánh giá            |
| ----------------------------- | ------------------- |
| AllMusic                      | [ 2 ]               |
| The Rolling Stone Album Guide | [ 3 ]               |

Bruce Eder của AllMusic đánh giá Close to You đạt 4 sao trên thang 5 sao và gọi đây là một album "[sử dụng những chất liệu] mạnh mẽ đến ngạc nhiên". Bên cạnh ca khúc chủ đề và "We've Only Just Begun", Eder còn đánh giá cao giọng hát của Karen và phần cải biên của Richard trong các ca khúc "Maybe It's You", "Crescent Noon" và "Mr. Guder". Bản hát lại ca khúc "Help" của The Beatles được đánh giá là "thiếu tính sáng tạo", mặc dù phần thể hiện giọng hát của Karen lại được Eder nhận xét là "gây thích thú". Ca khúc cuối cùng trong album, "Another Song", được Eder nhìn nhận là một sự nỗ lực nghiêm túc để tạo ra âm thanh của nhạc rock. Dù rằng Karen đã chơi trống rất "sôi nổi" trong cả bài hát, song Eder lại cho rằng giọng hát của cô mới là thứ nổi bật hơn hẳn. Ông cũng bình luận rằng bất chấp bối cảnh chính trị hỗn loạn tại Hoa Kỳ vào năm 1970, cũng như thái độ tiêu cực của báo chí nhạc rock và những thính giả thích chính trị đối với The Carpenters, Close to You vẫn đạt được thành công lớn về mặt thương mại.
Tại Giải Grammy lần thứ 13 tổ chức vào năm 1971, Close to You nhận được đề cử ở hạng mục Album của năm. Vào năm 2003, Close to You được xếp ở vị trí thứ 175 trong ấn bản đầu tiên của Danh sách 500 album vĩ đại nhất mọi thời đại của Rolling Stone. Album vẫn giữ được vị trí này trong ấn bản năm 2012 của Danh sách. Rolling Stone khen ngợi "(They Long to Be) Close to You" và "We've Only Just Begun" là hai trong số những bản ballad hay nhất trong sự nghiệp của The Carpenters. Tạp chí cũng nhận định rằng "sự thanh lịch và mộc mạc" của hai bài hát này đã để lại ảnh hưởng tới nhiều ban nhạc indie "ngầu hơn và [có hình ảnh] lôi thôi lếch thếch hơn" so với The Carpenters.

## Danh sách bài hát
Karen Carpenter đảm nhiệm phần hát chính của tất cả các bài hát, trừ các bài có ghi chú.
| Mặt 1 | Mặt 1                                                           | Mặt 1                       | Mặt 1      |
| STT   | Nhan đề                                                         | Sáng tác                    | Thời lượng |
| ----- | --------------------------------------------------------------- | --------------------------- | ---------- |
| 1.    | "We've Only Just Begun" (hát chính: Karen và Richard Carpenter) | Roger Nichols Paul Williams | 3:04       |
| 2.    | "Love Is Surrender" (hát chính: K. và R. Carpenter)             | Ralph Carmichael            | 1:59       |
| 3.    | "Maybe It's You"                                                | John Bettis R. Carpenter    | 3:09       |
| 4.    | "Reason to Believe"                                             | Tim Hardin                  | 3:02       |
| 5.    | "Help"                                                          | Lennon-McCartney            | 3:02       |
| 6.    | "(They Long to Be) Close to You"                                | Burt Bacharach Hal David    | 4:34       |

| Mặt 2 | Mặt 2                                            | Mặt 2                                | Mặt 2      |
| STT   | Nhan đề                                          | Sáng tác                             | Thời lượng |
| ----- | ------------------------------------------------ | ------------------------------------ | ---------- |
| 7.    | "Baby It's You"                                  | Bacharach Mack David Barney Williams | 2:50       |
| 8.    | "I'll Never Fall in Love Again"                  | Bacharach H. David                   | 2:56       |
| 9.    | "Crescent Noon"                                  | Bettis R. Carpenter                  | 4:09       |
| 10.   | "Mr. Guder"                                      | Bettis R. Carpenter                  | 3:17       |
| 11.   | "I Kept On Loving You" (hát chính: R. Carpenter) | Nichols P. Williams                  | 2:13       |
| 12.   | "Another Song"                                   | Bettis R. Carpenter                  | 4:22       |

## Những người thực hiện
| Âm nhạc - Karen Carpenter – hát, trống - Hal Blaine – trống - Richard Carpenter – hát, bàn phím, cải biên, cải biên cho dàn nhạc - Joe Osborn – bass - Danny Woodhams – bass - Jim Horn – nhạc cụ khí gỗ - Bob Messenger – nhạc cụ khí gỗ - Doug Strawn – nhạc cụ khí gỗ | Kỹ thuật và ảnh bìa - Jack Daugherty – sản xuất - Ray Gerhardt – kỹ sư - Dick Bogert – kỹ sư - Tom Wilkes – chỉ đạo nghệ thuật - Kessel/Brehm Photography – nhiếp ảnh |

## Xếp hạng và chứng nhận
| Bảng xếp hạng (1970)        | Vị trí cao nhất |
| --------------------------- | --------------- |
| Úc (Kent Music Report)      | 16              |
| Canada Top Albums/CDs (RPM) | 1               |
| Nhật Bản (Oricon LP Chart)  | 53              |
| Album Anh Quốc (OCC)        | 23              |
| Album Hoa Kỳ Billboard 200  | 2               |

| Bảng xếp hạng (1971)              | Vị trí |
| --------------------------------- | ------ |
| Hoa Kỳ Top Pop Albums (Billboard) | 3      |

| Quốc gia                                                                           | Chứng nhận  | Số đơn vị/doanh số chứng nhận |
| ---------------------------------------------------------------------------------- | ----------- | ----------------------------- |
| Úc (ARIA)                                                                          | Vàng        | 35.000^                       |
| Hoa Kỳ (RIAA)                                                                      | 2× Bạch kim | 2.000.000^                    |
| * Chứng nhận dựa theo doanh số tiêu thụ. ^ Chứng nhận dựa theo doanh số nhập hàng. |             |                               |